# Lijst van planetoïden 14701-14800
Dit is een lijst van planetoïden 14701-14800. Voor de volledige lijst zie de lijst van planetoïden.
| Naam                | Voorlopige naamgeving | Datum ontdekking  | Ontdekker                                              |
| ------------------- | --------------------- | ----------------- | ------------------------------------------------------ |
| (14701) -           | 2000 AO240            | 7 januari 2000    | LONEOS                                                 |
| (14702) Benclark    | 2000 AY2              | 7 januari 2000    | LONEOS                                                 |
| (14703) -           | 2000 AX243            | 7 januari 2000    | LINEAR                                                 |
| (14704) -           | 2000 CE2              | 2 februari 2000   | T. Kobayashi                                           |
| (14705) -           | 2000 CG2              | 2 februari 2000   | T. Kobayashi                                           |
| (14706) -           | 2000 CQ2              | 4 februari 2000   | T. Kobayashi                                           |
| (14707) -           | 2000 CC20             | 2 februari 2000   | LINEAR                                                 |
| (14708) Slaven      | 2000 CU6              | 2 februari 2000   | LINEAR                                                 |
| (14709) -           | 2000 CO29             | 2 februari 2000   | LINEAR                                                 |
| (14710) -           | 2000 CC33             | 2 februari 2000   | LINEAR                                                 |
| (14711) -           | 2000 CG36             | 2 februari 2000   | LINEAR                                                 |
| (14712) -           | 2000 CO51             | 2 februari 2000   | LINEAR                                                 |
| (14713) -           | 2000 CS63             | 2 februari 2000   | LINEAR                                                 |
| (14714) -           | 2000 CQ65             | 4 februari 2000   | LINEAR                                                 |
| (14715) -           | 2000 CD71             | 7 februari 2000   | LINEAR                                                 |
| (14716) -           | 2000 CX81             | 4 februari 2000   | LINEAR                                                 |
| (14717) -           | 2000 CJ82             | 4 februari 2000   | LINEAR                                                 |
| (14718) -           | 2000 CX83             | 4 februari 2000   | LINEAR                                                 |
| (14719) Sobey       | 2000 CB5              | 4 februari 2000   | LINEAR                                                 |
| (14720) -           | 2000 CQ85             | 4 februari 2000   | LINEAR                                                 |
| (14721) -           | 2000 CW91             | 6 februari 2000   | LINEAR                                                 |
| (14722) -           | 2000 CK92             | 6 februari 2000   | LINEAR                                                 |
| (14723) -           | 2000 CB93             | 6 februari 2000   | LINEAR                                                 |
| (14724) SNO         | 2000 CA0              | 10 februari 2000  | Spacewatch                                             |
| (14725) -           | 2000 DC3              | 27 februari 2000  | T. Kobayashi                                           |
| (14726) -           | 2000 DD3              | 27 februari 2000  | T. Kobayashi                                           |
| (14727) Suggs       | 2000 DU1              | 27 februari 2000  | Spacewatch                                             |
| (14728) -           | 2000 DY14             | 26 februari 2000  | CSS                                                    |
| (14729) -           | 2000 DK16             | 29 februari 2000  | K. Korlević                                            |
| (14730) -           | 2000 DS19             | 29 februari 2000  | LINEAR                                                 |
| (14731) -           | 2000 DY68             | 29 februari 2000  | LINEAR                                                 |
| (14732) -           | 2000 DX71             | 29 februari 2000  | LINEAR                                                 |
| (14733) -           | 2000 DV74             | 29 februari 2000  | LINEAR                                                 |
| (14734) Susanstoker | 2000 DZ8              | 29 februari 2000  | LINEAR                                                 |
| (14735) -           | 2000 DV86             | 29 februari 2000  | LINEAR                                                 |
| (14736) -           | 2000 DW97             | 29 februari 2000  | LINEAR                                                 |
| (14737) -           | 2000 DU99             | 29 februari 2000  | LINEAR                                                 |
| (14738) -           | 2000 DW106            | 29 februari 2000  | LINEAR                                                 |
| (14739) -           | 2000 EF21             | 3 maart 2000      | CSS                                                    |
| (14740) -           | 2000 ED32             | 5 maart 2000      | LINEAR                                                 |
| (14741) -           | 2000 EQ49             | 9 maart 2000      | LINEAR                                                 |
| (14742) -           | 2000 EQ56             | 8 maart 2000      | LINEAR                                                 |
| (14743) -           | 2016 P-L              | 24 september 1960 | C. J. van Houten, I. van Houten-Groeneveld, T. Gehrels |
| (14744) -           | 2092 P-L              | 26 september 1960 | C. J. van Houten, I. van Houten-Groeneveld, T. Gehrels |
| (14745) -           | 2154 P-L              | 24 september 1960 | C. J. van Houten, I. van Houten-Groeneveld, T. Gehrels |
| (14746) -           | 2164 P-L              | 26 september 1960 | C. J. van Houten, I. van Houten-Groeneveld, T. Gehrels |
| (14747) -           | 2541 P-L              | 24 september 1960 | C. J. van Houten, I. van Houten-Groeneveld, T. Gehrels |
| (14748) -           | 2620 P-L              | 24 september 1960 | C. J. van Houten, I. van Houten-Groeneveld, T. Gehrels |
| (14749) -           | 2626 P-L              | 26 september 1960 | C. J. van Houten, I. van Houten-Groeneveld, T. Gehrels |
| (14750) -           | 2654 P-L              | 24 september 1960 | C. J. van Houten, I. van Houten-Groeneveld, T. Gehrels |
| (14751) -           | 2688 P-L              | 24 september 1960 | C. J. van Houten, I. van Houten-Groeneveld, T. Gehrels |
| (14752) -           | 3005 P-L              | 24 september 1960 | C. J. van Houten, I. van Houten-Groeneveld, T. Gehrels |
| (14753) -           | 4592 P-L              | 24 september 1960 | C. J. van Houten, I. van Houten-Groeneveld, T. Gehrels |
| (14754) -           | 4806 P-L              | 24 september 1960 | C. J. van Houten, I. van Houten-Groeneveld, T. Gehrels |
| (14755) -           | 6069 P-L              | 24 september 1960 | C. J. van Houten, I. van Houten-Groeneveld, T. Gehrels |
| (14756) -           | 6232 P-L              | 24 september 1960 | C. J. van Houten, I. van Houten-Groeneveld, T. Gehrels |
| (14757) -           | 6309 P-L              | 24 september 1960 | C. J. van Houten, I. van Houten-Groeneveld, T. Gehrels |
| (14758) -           | 6519 P-L              | 24 september 1960 | C. J. van Houten, I. van Houten-Groeneveld, T. Gehrels |
| (14759) -           | 6520 P-L              | 24 september 1960 | C. J. van Houten, I. van Houten-Groeneveld, T. Gehrels |
| (14760) -           | 6595 P-L              | 24 september 1960 | C. J. van Houten, I. van Houten-Groeneveld, T. Gehrels |
| (14761) -           | 6608 P-L              | 24 september 1960 | C. J. van Houten, I. van Houten-Groeneveld, T. Gehrels |
| (14762) -           | 6647 P-L              | 26 september 1960 | C. J. van Houten, I. van Houten-Groeneveld, T. Gehrels |
| (14763) -           | 6793 P-L              | 24 september 1960 | C. J. van Houten, I. van Houten-Groeneveld, T. Gehrels |
| (14764) -           | 7072 P-L              | 17 oktober 1960   | C. J. van Houten, I. van Houten-Groeneveld, T. Gehrels |
| (14765) -           | 9519 P-L              | 17 oktober 1960   | C. J. van Houten, I. van Houten-Groeneveld, T. Gehrels |
| (14766) -           | 9594 P-L              | 17 oktober 1960   | C. J. van Houten, I. van Houten-Groeneveld, T. Gehrels |
| (14767) -           | 1137 T-1              | 25 maart 1971     | C. J. van Houten, I. van Houten-Groeneveld, T. Gehrels |
| (14768) -           | 1238 T-1              | 25 maart 1971     | C. J. van Houten, I. van Houten-Groeneveld, T. Gehrels |
| (14769) -           | 2175 T-1              | 25 maart 1971     | C. J. van Houten, I. van Houten-Groeneveld, T. Gehrels |
| (14770) -           | 2198 T-1              | 25 maart 1971     | C. J. van Houten, I. van Houten-Groeneveld, T. Gehrels |
| (14771) -           | 4105 T-1              | 26 maart 1971     | C. J. van Houten, I. van Houten-Groeneveld, T. Gehrels |
| (14772) -           | 4195 T-1              | 26 maart 1971     | C. J. van Houten, I. van Houten-Groeneveld, T. Gehrels |
| (14773) -           | 4264 T-1              | 26 maart 1971     | C. J. van Houten, I. van Houten-Groeneveld, T. Gehrels |
| (14774) -           | 4845 T-1              | 13 mei 1971       | C. J. van Houten, I. van Houten-Groeneveld, T. Gehrels |
| (14775) -           | 1139 T-2              | 29 september 1973 | C. J. van Houten, I. van Houten-Groeneveld, T. Gehrels |
| (14776) -           | 1282 T-2              | 29 september 1973 | C. J. van Houten, I. van Houten-Groeneveld, T. Gehrels |
| (14777) -           | 2078 T-2              | 29 september 1973 | C. J. van Houten, I. van Houten-Groeneveld, T. Gehrels |
| (14778) -           | 2216 T-2              | 29 september 1973 | C. J. van Houten, I. van Houten-Groeneveld, T. Gehrels |
| (14779) -           | 3072 T-2              | 30 september 1973 | C. J. van Houten, I. van Houten-Groeneveld, T. Gehrels |
| (14780) -           | 1078 T-3              | 17 oktober 1977   | C. J. van Houten, I. van Houten-Groeneveld, T. Gehrels |
| (14781) -           | 1107 T-3              | 17 oktober 1977   | C. J. van Houten, I. van Houten-Groeneveld, T. Gehrels |
| (14782) -           | 3149 T-3              | 16 oktober 1977   | C. J. van Houten, I. van Houten-Groeneveld, T. Gehrels |
| (14783) -           | 3152 T-3              | 16 oktober 1977   | C. J. van Houten, I. van Houten-Groeneveld, T. Gehrels |
| (14784) -           | 3268 T-3              | 16 oktober 1977   | C. J. van Houten, I. van Houten-Groeneveld, T. Gehrels |
| (14785) -           | 3508 T-3              | 16 oktober 1977   | C. J. van Houten, I. van Houten-Groeneveld, T. Gehrels |
| (14786) -           | 4052 T-3              | 16 oktober 1977   | C. J. van Houten, I. van Houten-Groeneveld, T. Gehrels |
| (14787) -           | 5038 T-3              | 16 oktober 1977   | C. J. van Houten, I. van Houten-Groeneveld, T. Gehrels |
| (14788) -           | 5172 T-3              | 16 oktober 1977   | C. J. van Houten, I. van Houten-Groeneveld, T. Gehrels |
| (14789) -           | 1969 TY1              | 8 oktober 1969    | L. I. Chernykh                                         |
| (14790) Beletskij   | 1970 OF               | 30 juli 1970      | T. M. Smirnova                                         |
| (14791) Atreus      | 1973 SU               | 19 september 1973 | C. J. van Houten, I. van Houten-Groeneveld, T. Gehrels |
| (14792) Thyestes    | 1973 SG1              | 24 september 1973 | C. J. van Houten, I. van Houten-Groeneveld, T. Gehrels |
| (14793) -           | 1975 SE2              | 30 september 1975 | S. J. Bus                                              |
| (14794) -           | 1976 SD5              | 24 september 1976 | N. S. Chernykh                                         |
| (14795) Syoyou      | 1977 EE7              | 12 maart 1977     | H. Kosai, K. Hurukawa                                  |
| (14796) -           | 1977 XF2              | 7 december 1977   | S. J. Bus                                              |
| (14797) -           | 1977 XZ2              | 7 december 1977   | S. J. Bus                                              |
| (14798) -           | 1978 UW4              | 27 oktober 1978   | C. M. Olmstead                                         |
| (14799) -           | 1979 MS2              | 25 juni 1979      | E. F. Helin, S. J. Bus                                 |
| (14800) -           | 1979 MP4              | 25 juni 1979      | E. F. Helin, S. J. Bus                                 |